# Бартелмесс, Ричард
Ричард Семлер Бартелмесс (англ. Richard Semler Barthelmess; 9 мая 1895, Нью-Йорк, Нью-Йорк — 17 августа 1963, Саутгемптон, Нью-Йорк) — американский актёр и продюсер, номинант на премию «Оскар» 1929 года. Один из основателей Академии кинематографических искусств и наук.

## Биография

### Ранние годы
Ричард Бартелмесс родился 9 мая 1895 года в семье актрисы Каролины Харрис. Его мать в 1909—1917 годах снималась у Д. У. Гриффита, играла второстепенные роли в фильмах, где блистали Теда Бара и Мэри Пикфорд. А заодно преподавала английский недавно приехавшей в США Алле Назимовой.
В 1913 году Ричард поступил в Тринити-колледж. Через два года принял участие в съёмках фильма кинокомпании «Хартфорд филм корпорейшн». Студия обанкротилась, но вскоре состоявшаяся встреча молодого Бартелмесса с Аллой Назимовой дала старт его кинокарьере. В 1916 году они вместе дебютировали в фильме «Невесты войны».

### Кинокарьера
Короткометражка «Невесты войны» стала первым фильмом Ричарда Бартелмесса. Его игру признали удачной и Бартелмесс стал профессиональным актёром, получающим 50 долларов в неделю. Всего же в 1916 году Бартелмесс снялся в трёх фильмах. В одном из них он даже получил главную роль. В 1917 году Ричард Бартелмесс снялся в одиннадцати лентах. В нескольких из них главную роль играла Маргерит Кларк. 1919 год стал этапным для актёра. Его заметил Д. У. Гриффит и снял в нескольких своих картинах. Из восьми фильмов в пяти партнёршами Бартелмесса были сёстры Гиш. Особенно удачной стала его роль в фильме «Сломанные побеги» с Лиллиан Гиш. Он создал образ прекрасного, благородного и скромного молодого героя. Такой не мог не понравиться публике. Ричард Бартелмесс стал считаться одним из самых красивых мужчин Голливуда. Его слава росла. В 1921 году он решил основать собственную кинокомпанию. Объединившись с известным режиссёром Генри Кингом и Чарльзом Х. Дюэлом, Бартелмесс основал «Инспирейшн пикчерс». Фирма выпустила одиннадцать фильмов, но окупились из них только два. Через шесть лет её пришлось закрыть.
Несмотря на это, Бартелмесс получил выгодный контракт, предусматривающий съёмку трёх картин в год. Во второй половине 1920-х годов зрителям запомнились его роли соседских парней: Никки Элкинса в «Петле», Джерри Ларраби в «Уставшей реке» и Дэвида Кэрролла в «Обузе».
В 1927 году Бартелмесс стал одним из 36 основателей Американской Академии кинематографических искусств и наук, а в 1929 — одним из двух первых номинантов премии «Оскар» за лучшую мужскую роль в фильмах «Петля» и «Лакированный парень». Но победителем стал Эмиль Яннингс.
Появление звука в кино лишило работы многих актёров. Однако Ричард Бартелмесс в их число не попал, хотя это новшество отразилось и на его творчестве. В начале 1930-х годов ещё не было молодых звёзд, способных составить конкуренцию Бартелмессу. А звук давал новые технические возможности. Актёр получил возможность создавать более сложные психологические роли.
Фильм «Тени к югу» рассказывает историю Марвина Блейка (Бартелмесс), юноши, которого ребёнком взял к себе в дом богатый плантатор. Выросший молодой человек становится объектом внимания дочери богача — Мадж. Партнёршей Ричарда стала недавно приехавшая в Голливуд Бетт Дейвис.
В «Последнем полёте» Бартелмесс сыграл представителя потерянного поколения, а в «Современном герое» впервые для себя создал образ отрицательного героя. Но уже в середине 1930-х годов студия отказалась продолжить с ним контракт. Ещё несколько лет его приглашали на роли второго плана. Одной из них стал Бат МакФерсон, лётчик из картины «Только у ангелов есть крылья». Бартелмесс играл пилота, попавшего в ситуацию, которая стоила жизни его товарищу. Чувствуя себя виноватым, МакФерсон сменил имя и уехал в другую страну. Но там встретил родного брата погибшего. Он не смог загладить вину, но хотя бы примирил себя с самим собой. Его жену сыграла Рита Хейуорт, для которой это был дебют в фильмах категории А.
Последним фильмом для актёра стал «Майор 44-й улицы» режиссёра Альфреда Грина. Бартелмесс ещё раз появился на экране в эпизоде фильма ужасов «Звоночек» Уильяма Кастла, но это был эпизод хроники и в титрах Ричард не значится.

### Личная жизнь
В 1920 году Бартелмесс женился на танцовщице и актрисе Мэри Хэй. Она тоже снималась у Гриффита, и фильм «Путь на Восток» свёл её с Бартелмессом на одну съёмочную площадку. После свадьбы она снялась только в одном фильме — «Новые игрушки». Вместе с Бартелмессом они стали его продюсерами и сыграли главные роли. У Ричарда и Мэри родилась дочь, которую они назвали в честь матери. Но брак это не спасло. В 1927 году супруги расстались.
В 1928 году Ричард Бартелмесс вновь женился. Его женой стала Джессика Стюарт Сарджент. Этот брак оказался удачным и продолжался до самой смерти Бартелмесса.
В 1942 году Бартелмесс, не имея контракта и новых предложений на съёмки, завербовался в Военно-морские силы США, где и прослужил до конца Второй мировой войны. В отставку вышел в звании капитан-лейтенанта. Благодаря мудрому вложению инвестиций в недвижимость, обеспечил себе безбедную жизнь.
Умер в Саутгемптоне 17 августа 1963 года от рака горла. Похоронен на кладбище Фернклифф, в 25 милях севернее Манхэттена. За вклад в развитие кинематографа удостоен звезды № 6755 на голливудской «Аллее славы».

## Избранная фильмография
| Год  |   | Русское название             | Оригинальное название            | Роль                       |
| ---- | - | ---------------------------- | -------------------------------- | -------------------------- |
| 1916 | ф | Невесты войны                | War Brides                       | Арно                       |
| 1917 | ф | Камилла                      | Camille                          |                            |
| 1919 | ф | Девушка, оставшаяся дома     | The Girl Who Stayed at Home      | Ральф Грей                 |
| 1919 | ф | Три мужчины и девушка        | Three Men and a Girl             | Кристофер Кент             |
| 1919 | ф | Сломанные побеги             | Broken Blossoms                  | Ченг Хуан                  |
| 1919 | ф | Багряные дни                 | Scarlet Days                     | Альварез                   |
| 1920 | ф | Танцующая перед идолом       | The Idol Dancer                  | Ден МакГуайр               |
| 1920 | ф | Цветок любви                 | The Love Flower                  | Брюс Сандерс               |
| 1920 | ф | Путь на Восток               | Way Down East                    | Дэвид Бартлет              |
| 1926 | ф | Камилла                      | Camille                          | Гастон                     |
| 1928 | ф | Петля                        | The Noose                        | Ники Элкинс                |
| 1928 | ф | Лакированный парень          | The Patent Leather Kid           | Лакированный парень        |
| 1929 | ф | Уставшая река                | Weary River                      | Джерри Лараби              |
| 1929 | ф | Обуза                        | Drag                             | Дэвид Кэрролл              |
| 1930 | ф | Сын Богов                    | Son of the Gods                  | Сэм Ли                     |
| 1930 | ф | Утренний патруль             | The Dawn Patrol                  | Дик Кортни                 |
| 1931 | ф | Украденные драгоценности     | The Stolen Jools                 | камео                      |
| 1932 | ф | Под псевдонимом «Доктор»     | Alias the Doctor                 | Карл Бреннер               |
| 1932 | ф | Тени к югу                   | Оригинальное название неизвестно | Марвин Блейк               |
| 1939 | ф | Только у ангелов есть крылья | Only Angels Have Wings           | Бат Килгаллен (МакФерсон)  |
| 1942 | ф | Негодяи                      | The Spoilers                     | Бронко Кид Фэрроу          |
| 1959 | ф | Звоночек                     | Оригинальное название неизвестно | Дэвид (в титрах не указан) |